# Impôt indirect
Un impôt indirect est un impôt collecté par une autre personne que celle qui le récupère. La personne intermédiaire (une entreprise en règle générale) qui paie l'impôt à l'État répercute donc tout ou une partie du montant de l'impôt sur le prix de vente au consommateur. C'est donc un impôt indirect pour le consommateur final.
Ce type de fiscalité est très prisé par les gouvernements pour plusieurs raisons :
- il est plus facile à collecter car il y a moins de redevables auxquels adresser l'impôt que pour une taxe directe, les intermédiaires factorisant les personnes qui paient l'impôt indirect ;
- les contribuables réels, qui sont les consommateurs, ont moins l'impression de payer des impôts qu'avec l’impôt direct. Les impôts indirects sont appelés donc aussi les impôts indolores.

## Exemples
- La taxe sur la valeur ajoutée
- Le droit de douane
- Le droit d'accise
- La taxe sur la vente